# NN-67
La carretera NN‑67 es una vía colectora secundaria ubicada en el norte del departamento de Jinotega. Esta carretera conecta el poblado de La Pavona con zonas rurales agrícolas del sur, facilitando el tránsito en regiones montañosas. Su rehabilitación se realizó en 2016 como parte del plan de desarrollo vial rural del MTI.

## Trazado y cruces
| km   | Localidad / Punto   | Departamento | Conexión / Ruta |
| ---- | ------------------- | ------------ | --------------- |
| 0,0  | La Pavona           | Jinotega     | Inicio          |
| 10,5 | Comunidad Las Lomas | Jinotega     | Camino rural    |
| 20,3 | Pueblo Nuevo        | Jinotega     | Fin de ruta     |

## Coordenadas
Uno de los tramos de la NN‑67 puede ser encontrado en las coordenadas: 13°28′01″N 85°47′26″O / 13.4669, -85.7905